# Биргитта, герцогиня Глостерская
Биргитта, герцогиня Глостерская (англ. Birgitte, Duchess of Gloucester, урожденная ван Дерс (англ. van Deurs), при рождении Хенриксен (англ. Henriksen), род. 20 июня 1946, Оденсе, Дания) — член британской королевской семьи, супруга двоюродного брата королевы Елизаветы II, принца Ричарда, герцога Глостерского.

## Биография
Родилась 20 июня 1946 года в Дании, в городе Оденсе. Стала младшей дочерью в семье Эсгера Кнуда Виссинг Хенриксена и его супруги Вивиан ван Дерс. Когда её родители развелись, взяла фамилию матери, став Биргиттой Евой ван Дерс.
В юности переехала в Великобританию, где работала в Датском посольстве в Лондоне.
В феврале 1972 года было объявлено о помолвке принца Ричарда Глостерского и Биргитты ван Дерс. Ричард — сын принца Генри, герцога Глостерского (1900—1974) и Алисы, урожденной Монтегю-Дуглас-Скотт (1901—2004). Жених приходился внуком покойному королю Георгу V и двоюродным братом королеве Елизавете II. Свадьба состоялась 8 июля 1972 года в Барнуэлле, Нортгемптоншир. После свадьбы Биргитта получила титул «Её Королевское Высочество принцесса Глостерская».
Через шесть недель после их свадьбы старший брат Ричарда принц Уильям погиб в авиакатастрофе. Ричард стал наследником своего отца и после его смерти в 1974 году унаследовал титул герцог Глостерский. Биргитта стала «ЕКВ герцогиней Глостерской».
У супругов родилось трое детей:
- Александр Патрик Грегерс Ричард Виндзор, граф Ольстер (род. 24 октября 1974) — в 2002 году женился на Клэр Бут, двое детей:
  - Ксан Ричард Эндрю Виндзор, лорд Куллоден (род. 2007);
  - Леди Козима Роуз Александра Виндзор (род. 2010);
- Леди Давина Елизавета Алиса Бенедикта (род. 19 ноября 1977) — вышла замуж в 2004 году за Гарри Льюиса, двое детей:
  - Сенна Льюис (род. 2010);
  - Тане Макута Льюис (род. 2012);
- Леди Роуз Виктория Бирггита Луиза (род. 1980) — вышла замуж в 2008 году за Георга Гилмана, двое детей:
  - Лила Беатрис Кристабель Гилман (род. 2010);
  - Руфус Гилман (род. 2012).

Их дети не принадлежат к королевской семье и не выполняют никаких обязанностей.
Биргитта вместе с супругом выполняет множество обязанностей, возложенных на них, как членов королевской семьи. Она является покровителем большого количества медицинских, социальных и образовательных учреждений и организаций, таких как Королевская Академия Музыки и Королевский Клуб тенниса. Супруги принимают участие в королевских приемах, вечерах, банкетах и встречах, в религиозных службах. Герцогиня сопровождает своего супруга в официальных мероприятиях за границей. Первым таким поводом стало 70-летие норвежского короля Улафа V в 1973 году. Супруги посетили множество стран, включая США, Австралию, Бельгию, Китай, Данию, Гибралтар, Гонконг, Израиль, Японию, Люксембург, Непал, Норвегию, Филиппины, Португалию, Испанию, Швецию и другие.
Она и её супруг представляли королеву на похоронах короля Тонго Тупоу IV в 2006 году и на коронации нового короля Тонго в 2008 году.
Супруги проживают в Лондоне, в их официальной резиденции Кенсингтонском дворце.

## Титулы, звания, герб
- 20 июня 1946 — 15 января 1966: Мисс Биргитта Ева Хенриксен
- 15 января 1966 — 8 июля 1972: Мисс Биргитта Ева ван Дерс
- 8 июня 1972 — 10 июня 1974: Её Королевское Высочество принцесса Ричард Глостерская
- 10 июня 1974 — по настоящее время : Её Королевское Высочество герцогиня Глостерская

Полностью титул Биргитты звучит как: Её Королевское Высочество Биргитта, герцогиня Глостерская, графиня Ольстер, баронесса Куллоден, Дама Большого креста Королевского Викторианского ордена, Дама славнейшего ордена госпиталя Святого Иоанна Иерусалимского.

### Награды

#### Регалии
- 1973: Королевский семейный орден королевы Елизаветы II[1]
- 1974: Славнейший Орден Госпиталя святого Иоанна Иерусалимского[1]
- 23 июня 1989: Королевский Викторианский орден
- 2008: Орден Короны Тонго
- 1975: Медаль Ордена Святого Иоанна[англ.]
- 1977: Медаль Серебряного юбилея королевы Елизаветы II
- 2002: Медаль Золотого юбилея королевы Елизаветы II
- 2012: Медаль Бриллиантового юбилея королевы Елизаветы II
- 2015: Большой крест ордена Ацтекского орла (Мексика)
- 6 мая 2023: Коронационная медаль Карла III[англ.]
- 2024: Орден Подвязки
- 2024: Королевский семейный орден короля Карла III
- 12 ноября 2024: Золотая медаль ультрадолгой службы Наидостопочтеннейшего Ордена Госпиталя Святого Иоанна Иерусалимского

#### Шефство воинских соединений и воинские звания
- Полковник Королевского Австралийского учебного Корпуса
- Полковник полка Бермудских островов
- Главный полковник Канадского Медицинского Корпуса (январь 2006 — до настоящего времени)
- Полковник Королевского Новозеландского учебного Корпуса
- Полковник Королевских Ирландских Рейнджеров (до 1992)
- Полковник Британского Медицинского Корпуса
- Королевский полковник 7-го батальона полка Винтовки